# ワクラ郡 (フロリダ州)
ワクラ郡（英: Wakulla County）は、アメリカ合衆国フロリダ州の北部に位置する郡である。2010年国勢調査での人口は30,776人であり、2000年の22,863人から34.6%増加した。郡庁所在地は国勢調査指定地域のクロウフォードビル（人口3,702人）であり、同郡で人口最大の都市はソップチョッピー市（人口457人）である。
ワクラ郡はタラハシー大都市圏に属している。

## 歴史

### スペイン統治時代
1528年、パンフィロ・デ・ナルバエスが、タンパから現在のワクラ郡へ進み、ワクラ川とセントマークス川の合流点で宿営した。ナルバエスはそこが砦建設に大変適した地だと判断した。1539年、エルナンド・デ・ソトが兵士を伴って来て、サンマルコス・デ・アパラチーを設立した。

### 19世紀初期
ワクラ郡となった地域は19世紀初期に活発な場所になった。ウィリアム・オーガスタス・バウルズという元イギリス軍士官が400人のクリーク族インディアンを統一して率い、スペインの前進基地であるサンマルコスを占領した。このことがスペインを刺激し、その5週間ほど後に到着した船隊がサンマルコスの支配を取り戻した。1818年、アンドリュー・ジャクソンがこの地に侵入し、サンマルコスを占領した。このとき捕まえられたロバート・アンブリスターとアレクサンダー・アーバスノットという2人のイギリス市民が裁判に掛けられ、インディアンを襲撃に駆り立てた容疑で有罪とされ、処刑された。このことが、アメリカ合衆国とイギリスの間の外交問題に発展した。1821年、フロリダがアメリカ合衆国に譲渡され、サンマルコスはアメリカ軍に占領された。1824年、この砦は放棄され、フロリダ準州に移管された。1839年、砦はアメリカ合衆国に戻され、連邦政府の海兵隊病院が建設された。この病院は地域で流行った黄熱病の治療にあたった。

### 郡内の砦
- 1840年 - キャンプ・ローソン、ワクラの北西、アイバンの北東、セントマークス川沿い、ローソン砦とも呼ばれた木柵の砦になった
- 1841年-1842年 - メニー砦、ワクラスプリングス近く
- 1839年 - 第5砦、ソップチョッピー近く
- 1839年-1843年 - スタンスベリー砦、ワクラ川沿い、セントマークスから9マイル (14 km)
- 1841年-1843年 - ポートレオン砦、ハリケーンで破壊され放棄、後に南軍が砲台に利用
- 1839年 - ジェイムズ島ポスト、ジェイムズ島

出典: Florida Forts 

### 南北戦争前の時代
ワクラ郡は1843年にレオン郡から分離して設立された。郡名はティムクアン族インディアンの言葉で「泉の水」あるいは「不思議な水」を意味するとしているが、異論もある。これは、郡内最大の観光地であり、深さでも水量でも世界最大級とされる清水泉、ワクラスプリングスに言及したものである。1974年、水量を計測すると1日12億3千ガロン (4,700,000 m3) あり、単一の泉として最大の記録となった。
1856年に冒険家チャールズ・ランマンが著した本で、泉のことについて次のように記していた。
ワクラという名前の由来は、「霧」あるいは「霧雨」を意味するという説もあるが、広く受け入れられているわけではない。おそらく19世紀に何マイルも離れて見られた湿地から立ち上る煙の柱という現象をワクラ火山と呼んだことによっている。
ポートレオンの町はかつて綿花出荷の拠点として繁栄し、通常はヨーロッパに向けて出荷する綿花を年間5万トン以上列車で運んで船に積み替えた。ポートレオンの人口は1,500人と、フロリダでは6番目に大きな町だった。しかし、ハリケーンとそれに伴う高潮で町全体が消えた。2マイル (3 km) 上流にニューポートの町が建設されたが、ポートレオンほど繁栄することは無かった。

### 南北戦争
南北戦争中、ワクラ郡はセントマークス川河口で北軍船隊により1861年から1865年まで封鎖された。南軍はサンマルコス・デ・アパラチーと呼ばれていた古いスペインの砦を占領し、ウォード砦と改名した。1865年3月のナチュラルブリッジの戦いで、北軍がウォード砦と近くのタラハシー市を占領しようとした試みを止めさせた。タラハシーは北軍が占領できていなかった南軍の最後の州都だった。北軍は全軍を上陸させることができなかったが、それでも勢力は南軍を上回っていた。南軍はセントマークス川が地下に潜る「ナチュラルブリッジ」と呼ばれる場所で抵抗することを選んだ。南軍は1日以上その守りを固めており、北軍は撤退した。戦闘の死者の大半は北軍のために戦ったアフリカ系アメリカ人兵だった。タラハシーで祝祭が計画されたが、アポマトックス・コートハウスでロバート・E・リー将軍が降伏したという電報が届いて、途中で沙汰やみにされた。

### 20世紀
グロリア・ジャホダの著作『もう一つのフロリダ』では、1900年代から1966年までワクラ郡の極貧の様子を描写している。この頃郡内には医者も歯医者もおらず、店舗は少なく、新聞は謄写版で月1回発行されるだけだった。今日ワクラには数人の医者と歯医者が居り、幾らかのスーパーマーケットと郊外大型店、ゴルフ場があり、シーフードの事業が流行っている。

## 郡名の由来
「ワクラ」という名前は Guacara が短くなったものである。Guacaraはインディアンの名前をスペイン語で音表記したものであり、ワクラはマスコギー語で Guacaraを発音したものである。スペイン語の Gua はクリーク語の wa に相当し、クリーク後のアルファベットは "R" の音を表示しない。第2音節の cara はクリーク語で kala と発音された。クリーク語の無声音 "L" は常にスペイン語の "R" に置き換えられる。マスコギー語族に属するセミノール族は Guacara を Wakala と発音することになった。
ワクラはおそらくティムキュアン語なので、その意味は不明なままとなっている。インディアンの方言で「泉の水」を指す kala が含まれているとみられる。

## 地理
アメリカ合衆国国勢調査局に拠れば、郡域全面積は735.74平方マイル (1,905.6 km2)であり、このうち陸地606.66平方マイル (1,571.2 km2)、水域は129.08平方マイル (334.3 km2)で水域率は17.54%である。

### 交通

#### 主要高規格道路
郡内を州間高速道路は通っていないが、アメリカ国道98号線や同319号線など幾つかの幹線道がある。その他の重要な道路としてフロリダ州道267号線、363号線、375号線がある。

#### 鉄道
郡内で運行されている鉄道は無い。過去にはジョージア・フロリダ・アンド・アラバマ鉄道がタラハシーとキャラベラを結ぶ線でソップチョッピーを通っていたが、1948年には廃線になった。州内初の鉄道であるタラハシー鉄道は、1983年にシーボード・コースト・ライン鉄道によって廃止された。

#### 空港
ワクラ郡空港 (2J0) は、パナシーに南にあり、長さ2,600フィート (790 m)、南北方向のターフ滑走路のみの小さな公共用空港である。 

#### 海港
セントマークスは小さな商業用海港であり、過去は石油産業でいくらか重要だったが、現在は商業漁業やレクリエーション用に使われる程度である。パナシーとオクロッコニーも小さな漁船団が使っている。

### 隣接する郡
- レオン郡 - 北
- リバティ郡 - 西
- フランクリン郡 - 南西
- ジェファーソン郡 - 東

### 国立保護地域
- アパラチコラ国立の森（部分）
- セントマークス国立野生生物保護区（部分）

### 州と郡の保護地域
- オクロッコニー川州立公園
- サンマルコス・デ・アパラチー歴史州立公園
- ワクラスプリングス州立公園

## 人口動態
以下は2000年国勢調査による人口統計データである。
| 基礎データ - 人口: 22,863人 - 世帯数: 8,450 世帯 - 家族数: 6,236 家族 - 人口密度: 15人/km2（38人/mi2） - 住居数: 9,820軒 - 住居密度: 6軒/km2（16軒/mi2） 人種別人口構成 - 白人: 86.10% - アフリカン・アメリカン: 11.51% - ネイティブ・アメリカン: 0.59% - アジア人: 0.25% - 太平洋諸島系: 0.03% - その他の人種: 0.29% - 混血: 1.23% - ヒスパニック・ラテン系: 1.94% 年齢別人口構成 - 18歳未満: 25.6% - 18-24歳: 7.6% - 25-44歳: 31.7% - 45-64歳: 24.7% - 65歳以上: 10.3% - 年齢の中央値: 37歳 - 性比（女性100人あたり男性の人口） - 総人口: 107.3 - 18歳以上: 106.8 | 世帯と家族（対世帯数） - 18歳未満の子供がいる: 35.6% - 結婚・同居している夫婦: 57.1% - 未婚・離婚・死別女性が世帯主: 12.4% - 非家族世帯: 26.2% - 単身世帯: 22.0% - 65歳以上の老人1人暮らし: 7.0% - 平均構成人数 - 世帯: 2.57人 - 家族: 2.99人 収入と家計 - 収入の中央値 - 世帯: 37,149米ドル - 家族: 42,222米ドル - 性別 - 男性: 29,845米ドル - 女性: 24,330米ドル - 人口1人あたり収入: 17,678米ドル - 貧困線以下 - 対人口: 11.3% - 対家族数: 9.3% - 18歳未満: 15.4% - 65歳以上: 15.1% |

## 都市と町

### 法人化自治体
- ソップチョッピー市
- セントマークス市

### 未編入の町
| - アーラン - バックホーン - クロウフォードビル - 郡庁所在地 - ハイドパーク - メダート | - パナシー - ポートレオン - ニューポート - サンボーン - スミスクリーク | - シェルポイント - スプリングクリーク - ワクラ - ワクラビーチ |

ワクラ郡は統計上1つの分類に属する。3万人ほどの人口がありながら、自治体となるほどの人口を抱えた町がほぼ無いに等しい。小さな2自治体の人口を合わせても郡人口の3%にしかならない。郡庁所在地のクロウフォードビルは、フロリダ州67郡の中で唯一法人化されていない郡庁所在地である。近年人口も密度も急成長しているタラハシー市からは僅か20マイル　(32 km) の位置にあるが、この田園部の町には連続性が無い。クロウフォードビルを中心にすると10ないし20平方マイルの広さに12,000人から18,000人が住んでいることになる。

## 政治
ワクラ郡は5人の委員で構成される郡政委員会が統治している。その他に選挙で選ばれる役人として、保安官、郡判事、裁判所事務官、資産評価官、教育監督官、選挙管理官、税徴収官がいる。

## 教育
郡内の公共教育はワクラ郡教育学区が管轄して管轄している。以下の学校がある。
- クロウフォードビル小学校
- C.O.A.S.T. チャータースクール
- メダート小学校
- シェイドビル小学校
- リバーシンク小学校
- リバースプリングス中学校
- ワクラ中学校
- ワクラ高校

旧ソップチョッピー小学校は現在ソップチョッピー教育センターとなり、幼稚園前の児童と、成人の再学習学校となっている。

### 政府関連
- Wakulla County Board of County Commissioners
- Wakulla County Health Department
- Wakulla County Supervisor of Elections
- Wakulla County Property Appraiser
- Wakulla County Sheriff's Office
- Wakulla County Tax Collector
- Wakulla Clerk of the Courts

### 特殊地区
- Wakulla County Schools
- Northwest Florida Water Management District

### 司法関連
- Wakulla County Clerk of Courts
- Public Defender, 2nd Judicial Circuit of Florida serving  Florida, Gadsden, Jefferson, Leon, Liberty, and Wakulla counties
- Office of the State Attorney, 2nd Judicial Circuit of Florida
- Circuit and County Court for the 2nd Judicial Circuit of Florida

### 観光
- Wakulla County Chamber of Commerce
- Wakulla County News and Information
- Florida forts

座標: 北緯30度09分 西経84度23分 / 北緯30.15度 西経84.38度